# Astyages
Astyages (ca. 600 - 500 f.Kr.) var storkonge af Mederriget og den sidste selvstændige indfødte mediske hersker af den gamle kongeslægt.
Han efterfulgte i 585 f.Kr. sin far, Kyaxares, på den mediske storkongetrone i Ekbatana, Mederrigets hovedstad. Astyages var gift med en datter af den lydiske konge, Alyattes, og med denne havde han bl.a. datteren Mandane, som han giftede væk til den persiske vasalkonge, Kambyses I. Det lader til at Astyages var meget upopulær blandt sine mediske undersåtter.
I 553 f.Kr. gjorde hans persiske dattersøn, Kyros II den Store, oprør mod hans styre. I 550 f.Kr. valgte Astyages at drage i felten med sin hær mod sit oprørske barnebarn, men Astyages blev forrådt af flere af sine mediske stormænd, samt den mediske general Harpagos, der deserterede til Kyros's side. Astyages faldt i persisk fangenskab og hovedstaden Ekbatana blev erobret og plyndret af Kyros, der nu var den nye storkonge.

## Udvalgt litteratur
- Thomsen, Rudi: Det Persiske Verdensrige, Aarhus Universitetsforlag, 1995

1. ↑  Navnet er anført på engelsk og stammer fra Wikidata hvor navnet endnu ikke findes på dansk.